# شنيانغ جيه -11
شنيانغ جيه -11  (بالإنجليزية: Shenyang J-11)‏ هي مقاتلة تفوق جوي من الجيل الرابع، ذات مقعد واحد، ومحركين. والمصنعة من قبل شركة طائرات شنيانغ الصينية في 1998. والقوات الجوية لجيش التحرير الشعبي الصيني هو المشغل الوحيد للطائرة. كان أول طيران لها في 1998. ومازالت في الخدمة حتى الآن. صنع منها 164 طائرة.